# KONE

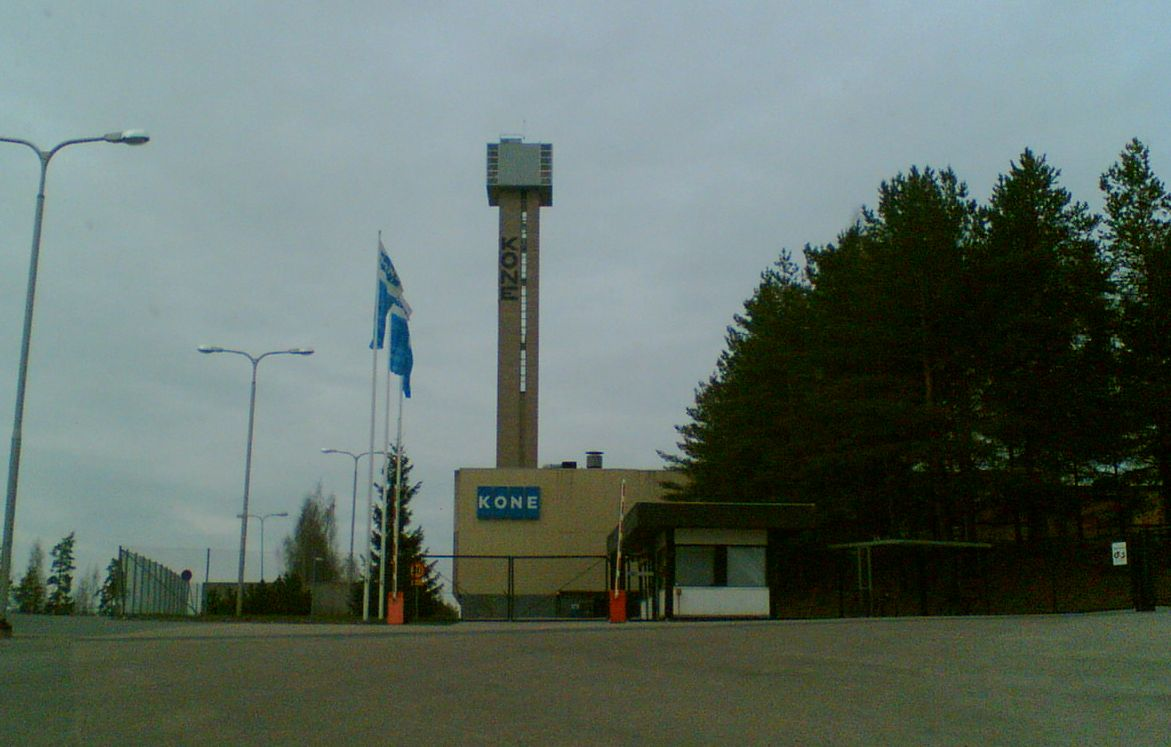
KONE R&D Hyvinkää - testschacht liften

KONE is een Finse industriële onderneming die zich toelegt op het ontwerp, de productie, vermarkting en het verlenen van diensten op liften, roltrappen en automatische deuren. In de liftensector is KONE wereldwijd de 2e grootste producent. De oprichting van KONE vond plaats in 1910 en het internationale hoofdkwartier bevindt zich in Espoo. KONE heeft een notering op Nasdaq OMX Nordic in Helsinki, de serie-B-aandelen staan er genoteerd met symbool KNEBV.

## Naam
Als naam van de industriële onderneming koos men het Finse woord "Kone", dat "machine" betekent. In het Frans schrijft men de naam licht anders, namelijk met een accent op de "E" als "KONÉ" en spreekt men de naam met de klemtoon op de laatste lettergreep uit.

## Activiteiten
Gedurende zijn bestaan heeft KONE een grote diversiteit industriële activiteiten gekend, onder andere kranen en logistieke technologie. In 1994 verkocht KONE echter zijn activiteiten op het gebied van kranen. Hierbij ontstond het nieuwe bedrijf Konecranes, met hoofdzetel in Hyvinkää. In 2005 splitste men KONE in twee bedrijven: Cargotec en het huidige bedrijf. Vanaf dat moment richtte KONE zich puur op de kernactiviteiten liften, roltrappen en automatische deuren.
In 2022 werd 20% van de omzet behaald in Noord-en Zuid-Amerika, 40% in Europa, Midden-Oosten en Afrika en de rest in Azië. De helft van de omzet bestond uit de verkoop van nieuwe liften en de rest werd gerealiseerd met onderhoudstaken en moderniseringen van bestaande apparatuur. 
De aandelen staan genoteerd aan de beurs van Helsinki en het bedrijf maakt onderdeel uit van de belangrijkste aandelenindex, de OMX Helsinki 25. Er staan A en B aandelen uit, het belangrijkste verschil is dat een A aandeel 10 stemrechten heeft en een B aandeel maar een (1). De grootste aandeelhouder is Herlin Antti met 22% van de aandelen en 62% van het stemrecht per 31 december 2022.
KONE geeft op jaarbasis iets minder dan 2% van de omzet uit aan onderzoek en ontwikkeling. Het wereldwijde onderzoekscentrum bevindt zich in Hyvinkää, circa 60 km ten noorden van Helsinki. KONE bezit de langste testschacht ter wereld. Deze ligt grotendeels ondergronds en heeft een hoogte/diepte van 350 meter. De testschacht bevindt zich in Finland in een berggebied en KONE voert er onder andere testen uit met de heden ten dage snelste liften ter wereld, die zich met een snelheid tot 17 m/s ofwel 62 km/u kunnen verplaatsen.

## Aanwezigheid
KONE heeft vestigingen in meer dan 60 landen, onder andere ook in Nederland en België. In Nederland heeft KONE als KONE BV zijn hoofdvestiging in Den Haag. De organisatie heeft verder ongeveer een tiental gespecialiseerde vestigingen, rayonkantoren en regiokantoren.
In België heeft de nationale organisatie van KONE zijn hoofdvestiging in Brussel. Daarnaast is er nog een vijftal andere vestigingen. In Kraainem aan de rand van Brussel heeft de internationale KONE-organisatie een vestiging van waaruit onder andere wereldwijd IT-ontwikkelingen worden gestuurd. In het Groothertogdom Luxemburg heeft KONE een vestiging in Livange.

### Kone Nederland
In de naoorlogse periode zocht KONE in eerste instantie expansie in Scandinavië. Vervolgens vond in 1969 de eerste overname in Oostenrijk plaats, waarna liftenfirma's in andere Europese landen volgden. In 1989 werd de leidende liftenfabrikant van Nederland Starlift, met de hoofdvestiging in Voorburg, overgenomen. Starlift had verder nog productievestigingen te Drachten en te Thorn. In 1992 werd het kantoor van KONE te Gorinchem samengevoegd met de productievestiging van Starlift en ging men verder onder de naam KONE Starlift. Vervolgens werd een aantal regiokantoren verspreid over het land opgericht. In 1996 verhuisde KONE Starlift naar een nieuw fabriekspand te Leidschendam. In 1999 vond de naamsverandering plaats tot KONE BV.

## Kartelvorming
In februari 2007 legde de Europese Commissie KONE en andere fabrikanten een boete op wegens kartelvorming. Het totaal van de boetes lag boven de 1 miljard euro, waarvan 142,12 miljoen euro voor KONE.